# Hypopachus barberi
Hypopachus barberi är en groddjursart som beskrevs av Schmidt 1939. Hypopachus barberi ingår i släktet Hypopachus och familjen Microhylidae. IUCN kategoriserar arten globalt som sårbar. Inga underarter finns listade i Catalogue of Life.